# Guitar Hero (gra komputerowa)

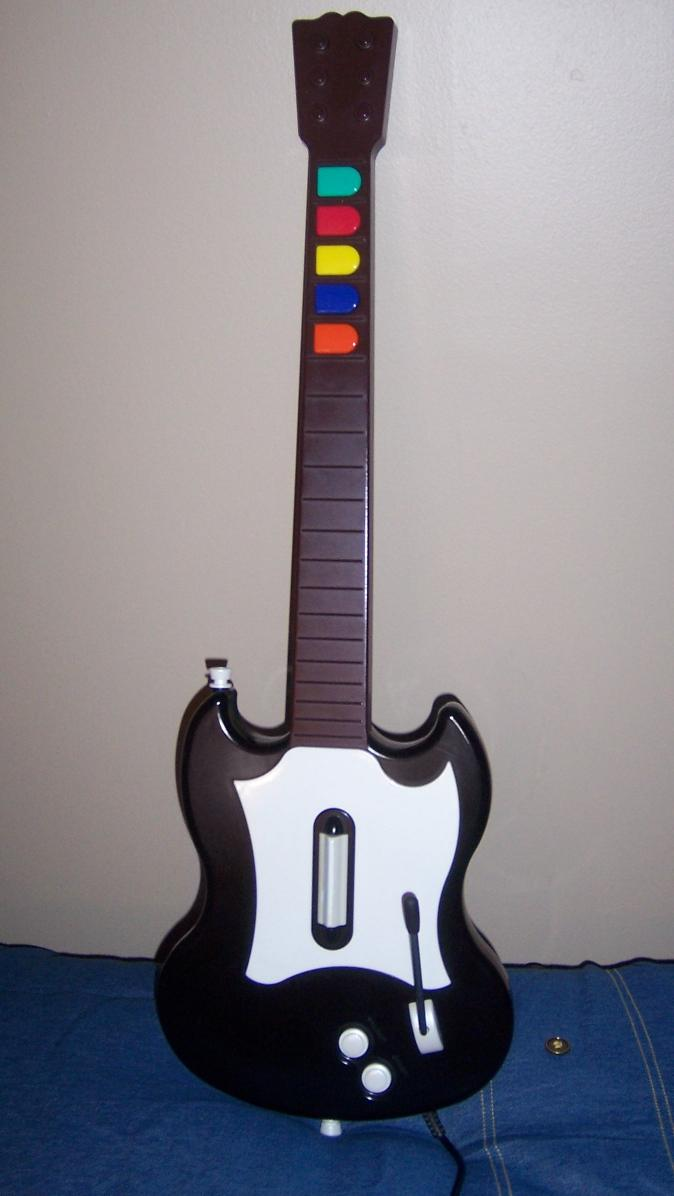
Kontroler gitary

Guitar Hero – muzyczna gra komputerowa, pierwsza z serii Guitar Hero, opracowana przez Harmonix Music Systems i wydana przez RedOctane. Gra została wydana na konsolę PlayStation 2 w listopadzie 2005 roku w Stanach Zjednoczonych, natomiast w Europie – w kwietniu 2006.

## Rozgrywka
Jest to pierwsza gra posiadająca kontroler w kształcie gitary, wzorowany na Gibsonie. Zadaniem gracza jest naciskanie w odpowiednim momencie przycisków na tym kontrolerze, które odpowiadają tym wyświetlającym się na ekranie, co powoduje wydanie dźwięku gitary.

## Lista utworów
| Tytuł                           | Wykonawca                   |
| ------------------------------- | --------------------------- |
| Ace of Spades                   | Motörhead                   |
| Bark at the Moon                | Ozzy Osbourne               |
| Cochise                         | Audioslave                  |
| Cowboys From Hell               | Pantera                     |
| Crossroadss                     | Cream                       |
| Fat Lip                         | Sum 41                      |
| Frankenstein                    | Edgar Winter                |
| Godzilla                        | Blue Öyster Cult            |
| Heart Full of Black             | Burning Brides              |
| Hey You                         | The Exies                   |
| Higher Ground                   | Red Hot Chili Peppers       |
| I Love Rock and Roll            | Joan Jett & the Blackhearts |
| I Wanna Be Sedated              | Ramones                     |
| Infected                        | Bad Religion                |
| Iron Man                        | Black Sabbath               |
| Killer Queen                    | Queen                       |
| More Than a Feeling             | Boston                      |
| No One Knows                    | Queens of the Stone Age     |
| Sharp Dressed Man               | ZZ Top                      |
| Smoke on the Water              | Deep Purple                 |
| Spanish Castle Magic            | The Jimi Hendrix Experience |
| Stellar                         | Incubus                     |
| Symphony of Destruction         | Megadeth                    |
| Take it Off                     | The Donnas                  |
| Take Me Out                     | Franz Ferdinand             |
| Texas Flood                     | Stevie Ray Vaughan          |
| Thunder Kiss ’65                | White Zombie                |
| Unsung                          | Helmet                      |
| You've Got Another Thing Comin' | Judas Priest                |
| Ziggy Stardust                  | David Bowie                 |